# Ineta Radēviča
Ineta Radēviča (Krāslava, 13 luglio 1981) è una lunghista e triplista lettone, laureatasi campionessa europea a Barcellona 2010.

## Biografia
Nel 2003 agli Europei juniores di Bydgoszcz conquista il bronzo sia nel salto in lungo che nel salto triplo, vincendo anche il titolo NCAA del lungo rappresentando l'Università del Nebraska.
L'anno successivo guadagna la notorietà a livello extrasportivo posando per Playboy e partecipa ai Giochi olimpici di Atene dove viene eliminata nelle qualificazioni sia nel lungo che nel triplo qualificandosi rispettivamente dodicesima e ventesima, ma riesce comunque a confermarsi a livello universitario vincendo il titolo indoor.
Nel 2005 si qualifica per i Campionati europei indoor di Madrid, dove chiude al quinto posto la gara del lungo, e ai Mondiali di Helsinki, dove arriva undicesima.
Nel 2006 è ancora quinta ai Mondiali indoor di Mosca e nel 2007 è ottava agli Europei indoor di Birmingham. Nel 2008 non partecipa ai Giochi olimpici di Pechino a causa della maternità, ma in marzo riesce comunque a rappresentare la repubblica baltica agli Europei indoor di Valencia dove si classifica sesta.
Il 27 luglio 2010, stabilendo con 6,92 metri il nuovo primato nazionale, conquista la medaglia d'oro nel lungo ai Campionati europei di Barcellona.
È sposata con l'hockeista su ghiaccio Pëtr Sčastlivyj.

## Palmarès
| Anno | Manifestazione    | Sede       | Evento         | Risultato | Prestazione | Note                                     |
| ---- | ----------------- | ---------- | -------------- | --------- | ----------- | ---------------------------------------- |
| 2000 | Mondiali juniores | Santiago   | Salto in lungo | 14ª       | 5,93 m      |                                          |
| 2003 | Europei under 23  | Bydgoszcz  | Salto in lungo | Bronzo    | 6,70 m      |                                          |
| 2003 | Europei under 23  | Bydgoszcz  | Salto triplo   | Bronzo    | 14,04 m     |                                          |
| 2004 | Giochi olimpici   | Atene      | Salto in lungo | 13ª       | 6,53 m      | Miglior prestazione personale stagionale |
| 2004 | Giochi olimpici   | Atene      | Salto triplo   | 20ª       | 14,12 m     | Miglior prestazione personale            |
| 2005 | Mondiali          | Helsinki   | Salto in lungo | 20ª       | 6,34 m      |                                          |
| 2008 | Mondiali indoor   | Valencia   | Salto in lungo | 6ª        | 6,54 m      |                                          |
| 2010 | Europei           | Barcellona | Salto in lungo | Oro       | 6,92 m      | Record nazionale                         |
| 2011 | Europei indoor    | Parigi     | Salto triplo   | 12ª       | 13,89 m     | =                                        |
| 2011 | Mondiali          | Taegu      | Salto in lungo | Argento   | 6,76 m      | Miglior prestazione personale stagionale |
| 2012 | Europei           | Helsinki   | Salto in lungo | 5ª        | 6,55 m      |                                          |
| 2012 | Giochi olimpici   | Londra     | Salto in lungo | 4ª        | 6,88 m      |                                          |